# Höjdhopp för herrar i friidrott vid olympiska sommarspelen 1988
Höjdhopp för herrar vid olympiska sommarspelen 1988 i Seoul avgjordes söndagen den 25 september. 

## Medaljörer
| Gren     | Guld                                | Guld   | Silver              | Silver | Brons                                                       | Brons  |
| Höjdhopp | Hennadij Avdjejenko · Sovjetunionen | 2,38 m | Hollis Conway · USA | 2,36 m | Rudolf Povarnitsyn · Sovjetunionen Patrik Sjöberg · Sverige | 2,36 m |

## Resultat

### Final
| Placering            | Final                     | Höjd        |
| -------------------- | ------------------------- | ----------- |
|                      | Hennadij Avdjejenko (URS) | 2.38 m (OR) |
|                      | Hollis Conway (USA)       | 2.36 m      |
|                      | Rudolf Povarnitsyn (URS)  | 2.36 m      |
| Patrik Sjöberg (SWE) |                           | 2.36 m      |
| 5.                   | Clarence Saunders (BER)   | 2.34 m      |
| 6.                   | Dietmar Mögenburg (FRG)   | 2.34 m      |
| 7.                   | Carlo Thränhardt (FRG)    | 2.31 m      |
| 7.                   | Igor Paklin (URS)         | 2.31 m      |
| 7.                   | Dalton Grant (GBR)        | 2.31 m      |
| 10.                  | Jim Howard (USA)          | 2.31 m      |
| 11.                  | Brian Stanton (USA)       | 2.31 m      |
| 12.                  | Krzysztof Krawczyk (POL)  | 2.31 m      |
| 13.                  | Luca Toso (ITA)           | 2.25 m      |
| 14.                  | Arturo Ortíz (ESP)        | 2.25 m      |
| 15.                  | Robert Ruffini (TCH)      | 2.20 m      |
| 16.                  | Geoff Parsons (GBR)       | 2.15 m      |

### Icke-kvalificerade
| Placering | Icke-kvalificerade       | Höjd   |
| --------- | ------------------------ | ------ |
| 17.       | Milton Ottey (CAN)       | 2.22 m |
| 17.       | Cho Hyun-Wook (KOR)      | 2.22 m |
| 17.       | Brian Marshall (CAN)     | 2.22 m |
| 20.       | Sorin Matei (ROM)        | 2.19 m |
| 20.       | Artur Partyka (POL)      | 2.19 m |
| 20.       | Jianhua Zhu (CHN)        | 2.19 m |
| 20.       | Troy Kemp (BAH)          | 2.19 m |
| 20.       | Floyd Manderson (GBR)    | 2.19 m |
| 25.       | Paul Ngadjadoum (CHA)    | 2.15 m |
| 26.       | Fernando Pastoriza (ARG) | 2.10 m |
| –         | Cheickak Seynou (BUR)    | NM     |